# أولاد الحاج (لمعاشات)
أولاد الحاج هي إحدى مشيخات المملكة المغربية، تتبع جغرافيا لإقليم آسفي وإداريًا للمعاشات. يقدر عدد سكانها بـ 20835 نسمة حسب الإحصاء الرسمي للسكان والسكنى لسنة 2004.